# Psychuszka
Psychuszka – potoczna nazwa szpitala psychiatrycznego w ZSRR, stanowiącego miejsce przetrzymywania dysydentów.
Do roku 1989 psychuszki podlegały radzieckiemu ministerstwu spraw wewnętrznych.